# آکیهیرو ایواشیما
آکیهیرو ایواشیما (انگلیسی: Akihiro Iwashima؛ زادهٔ ۲۳ آوریل ۱۹۵۹) بازیکن والیبال اهل ژاپن بود.